# Parc national du Stelvio
Le parc national du Stelvio, est le plus ancien parc national italien après celui du Grand-Paradis. Il a pour objet de protéger la faune, la flore et les paysages du massif alpin de l'Ortles-Cevedale. Il s'inscrit aussi dans une vision d'économie montagnarde durable dans les régions de Lombardie, Trentin et Tyrol du Sud.
Il s'étend sur 24 communes et quatre provinces et est contigu au nord au parc national suisse des Grisons.

## Histoire
Le parc a été créé le 24 avril 1935 et comprenait initialement environ 96 000 ha. En 1977, son territoire a été élargi et porté à 130 700 ha, ce qui l'a rendu frontalier avec le parc national suisse.

## Gestion
La gestion du parc a initialement été confiée à la State Company for State Forests et au State Forestry Corps. En 1995, il est administré par un consortium entre l’État, la région Lombardie et les deux provinces autonomes de Trente et Bolzano. Fin février 2016, avec l'entrée en vigueur du décret législatif du 13 janvier 2016, no 14, le consortium a été annulé et les fonctions administratives ont été transférées aux provinces autonomes de Trente et de Bolzano et à la région Lombardie.

## Aspects géomorphologiques et géologiques

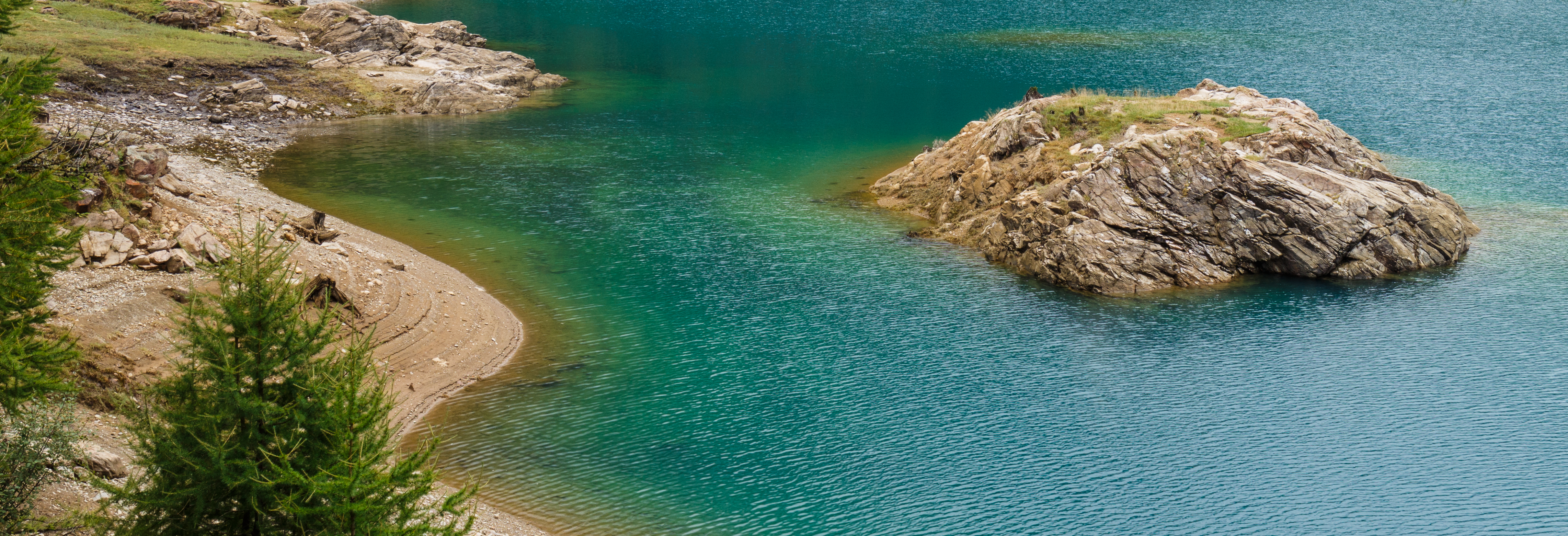
Lac de Pian Palù.

D'un point de vue géomorphologique, les trois quarts du territoire du parc se situent à une altitude supérieure à 2 000 m, et son point culminant est l'Ortles, à 3 905 m. En 2003, la parc comptait 150 glaciers pour une surface totale d'environ 11 000 ha et 43 lacs.
Géologiquement, le parc est principalement composé de roches métamorphiques telles que le gneiss, la phyllades et le schiste. Cependant, on trouve aussi, en moindre proportion, des roches ignées, comme le granite.

## Faune

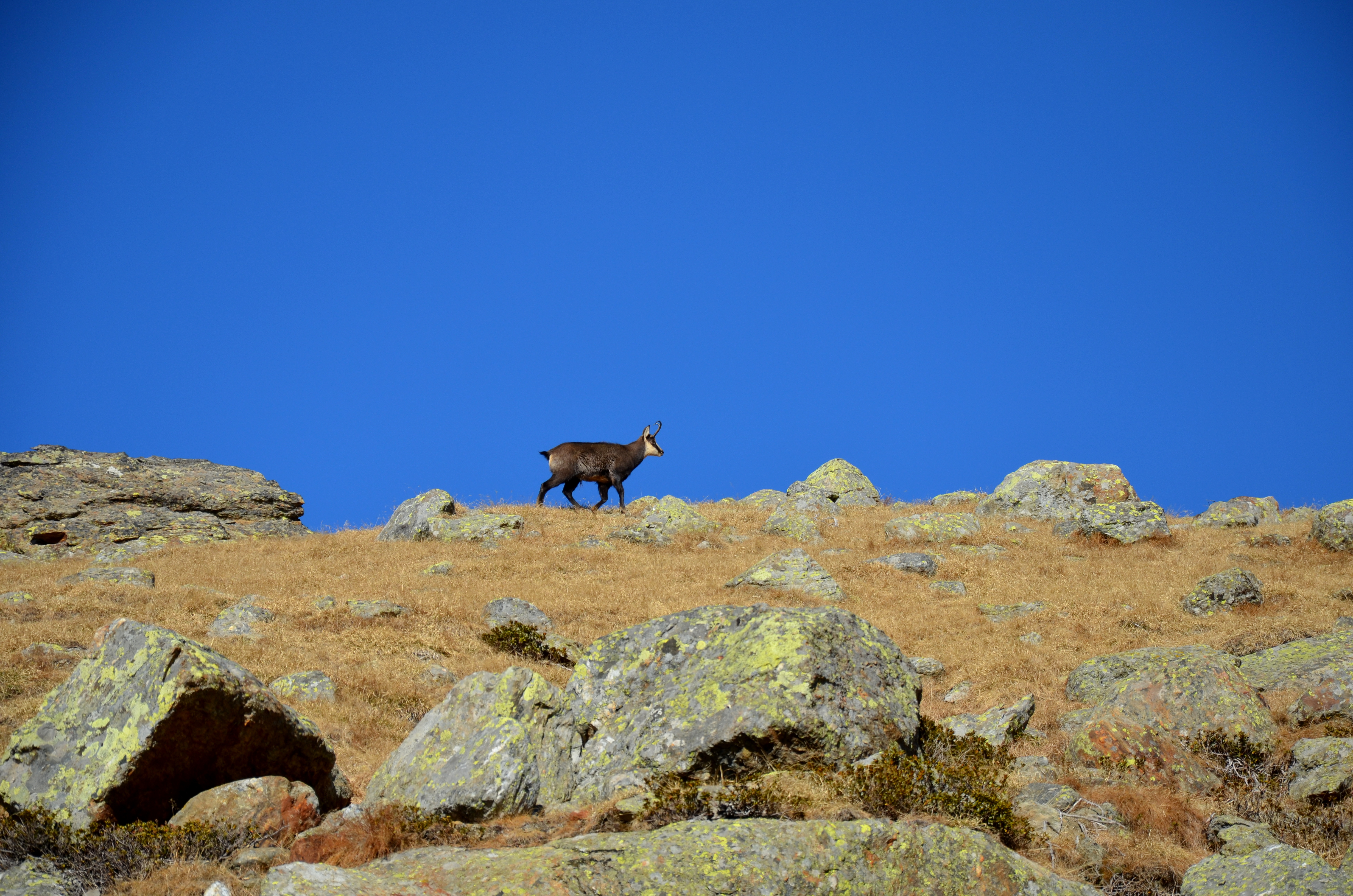
Chamois.

Le parc se démarque par la richesse de ses écosystèmes, étagés entre 650 et 3 900 mètres d'altitude.  
On peut y trouver des cerfs, bouquetins (réintroduits dans le parc en 1968), marmottes, lièvres, ainsi que près de 2 000 chamois et même quelques ours bruns, provenant du parc naturel Adamello Brenta. Le loup (Canis lupus) est arrivé en 2013. 
Parmi les oiseaux les plus remarquables, citons l'aigle royal, le gypaète barbu, le grand tétras, le tétras lyre et le hibou grand duc.

## Flore

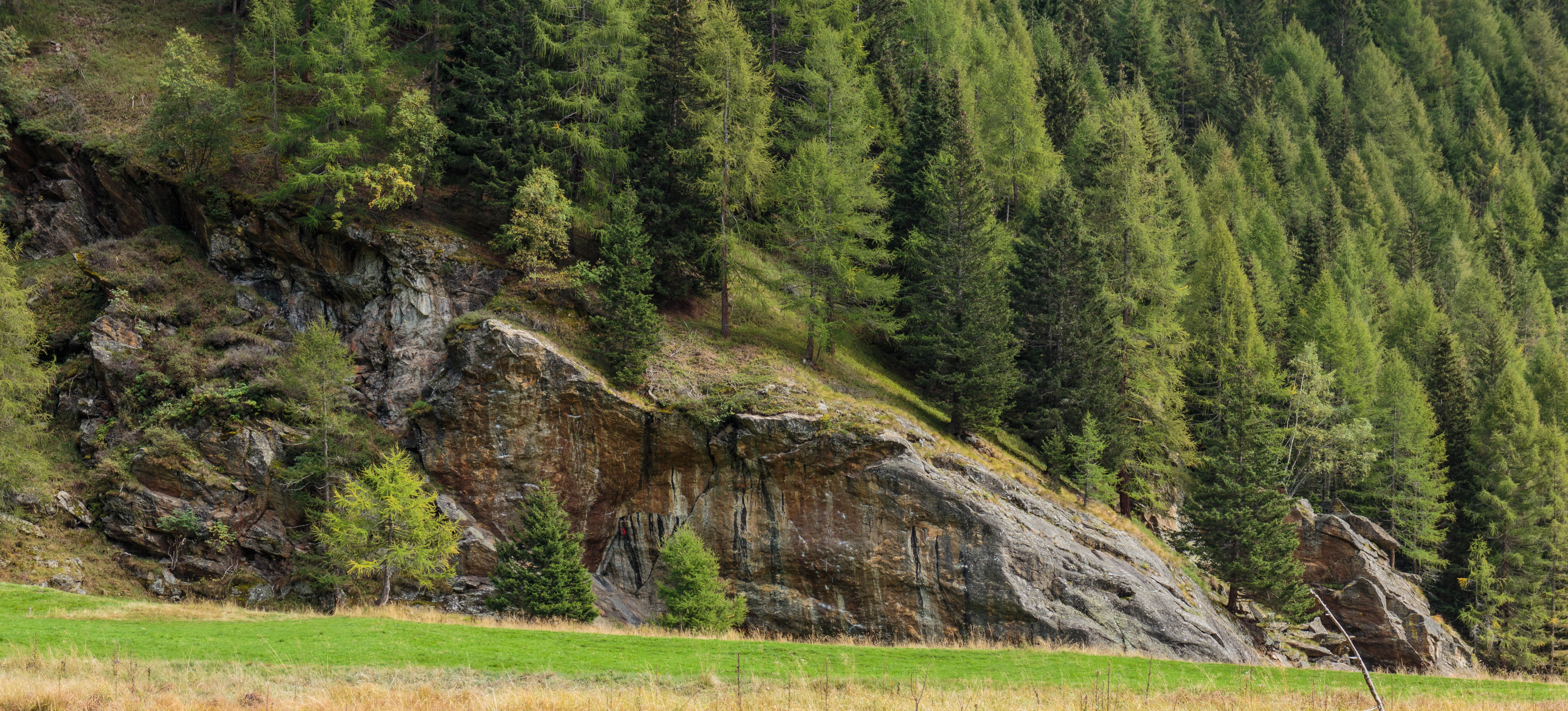
Bois de Pinaceae

Dans la fourchette d'altitude qui est la sienne (entre 100 et 2 000 mètres), l'ensemble du parc est principalement composé de forêts de conifères. L'espèce la plus répandue est sûrement l'épicéa commun (Picea abies), auquel s'associent quelques groupes de sapin blanc (Abies alba), ce dernier présent surtout en val de Rabbi, zone du Trentin du Parc.
Ces formations d'arbres remontent les pentes en se clairsemant vers la limite supérieure pour céder lentement la place au mélèze (Larix decidua) et au pin cembro (Pinus cembra), principalement en Val de Peio.
Aux bois de Pinaceae, succède la bande des arbustes nains, qui monte au-delà de la limite de la végétation (environ 2 600 mètres).
Après 2 800 mètres se trouvent les roches, les éboulis, les neiges éternelles et les moraines glaciales.

## Accès

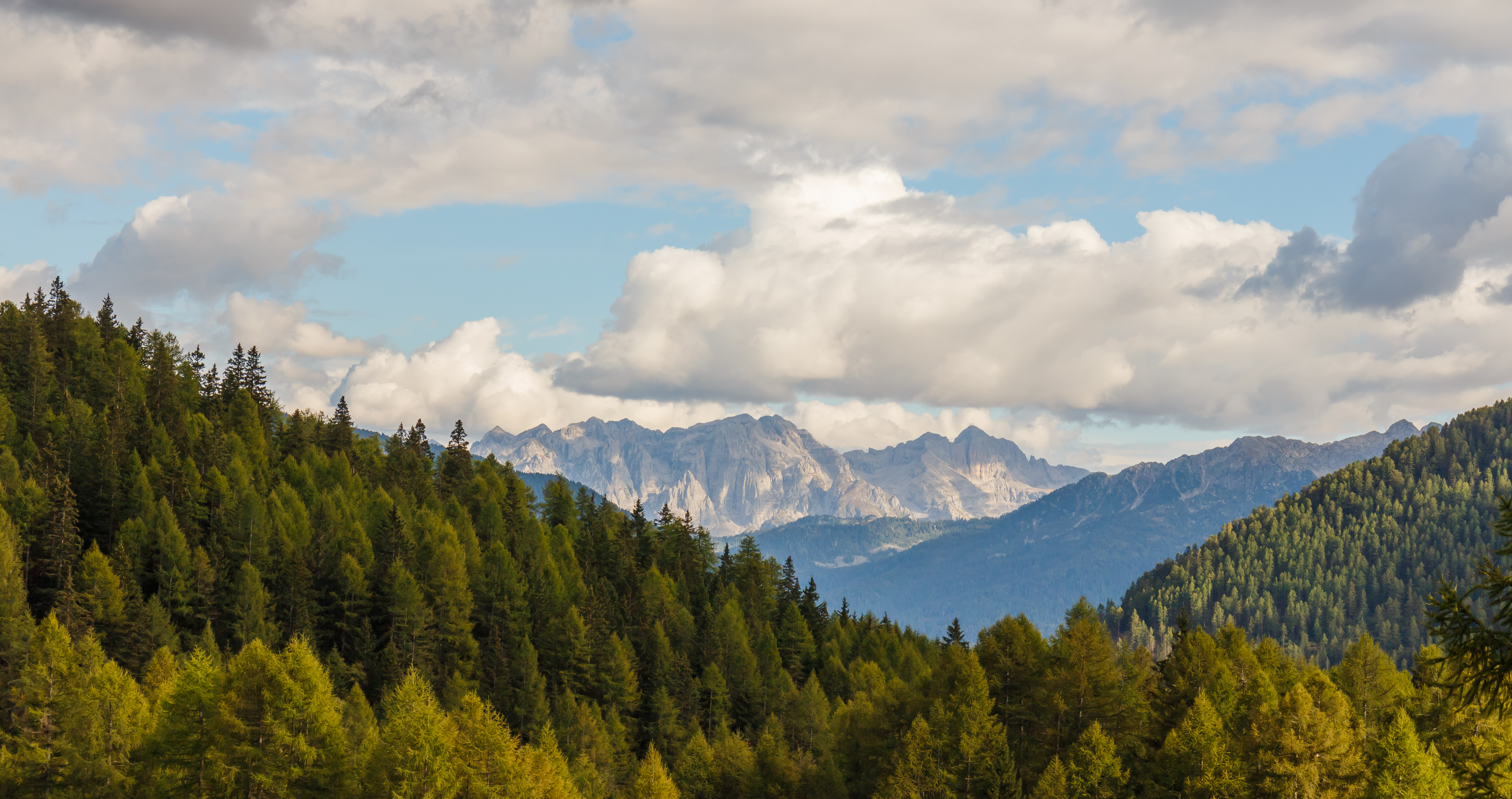
Vue depuis le lac Covel.

Chacune des municipalités du parc est un point de départ pour l'exploration de l'aire protégée. Ses 1 500 km de sentiers permettent de s'aventurer à la découverte de la nature et des paysages humains du Stelvio. Les centres d'accueil permettent d'approfondir ses connaissances sur les aspects les plus divers d'une réalité environnementale profondément riche. Aux points d'information, il est alors possible d'avoir toutes les informations utiles sur l'aire protégée et sur les nombreuses initiatives (excursions, ateliers, visites guidées, événements divers) organisées par le parc.

## Galerie

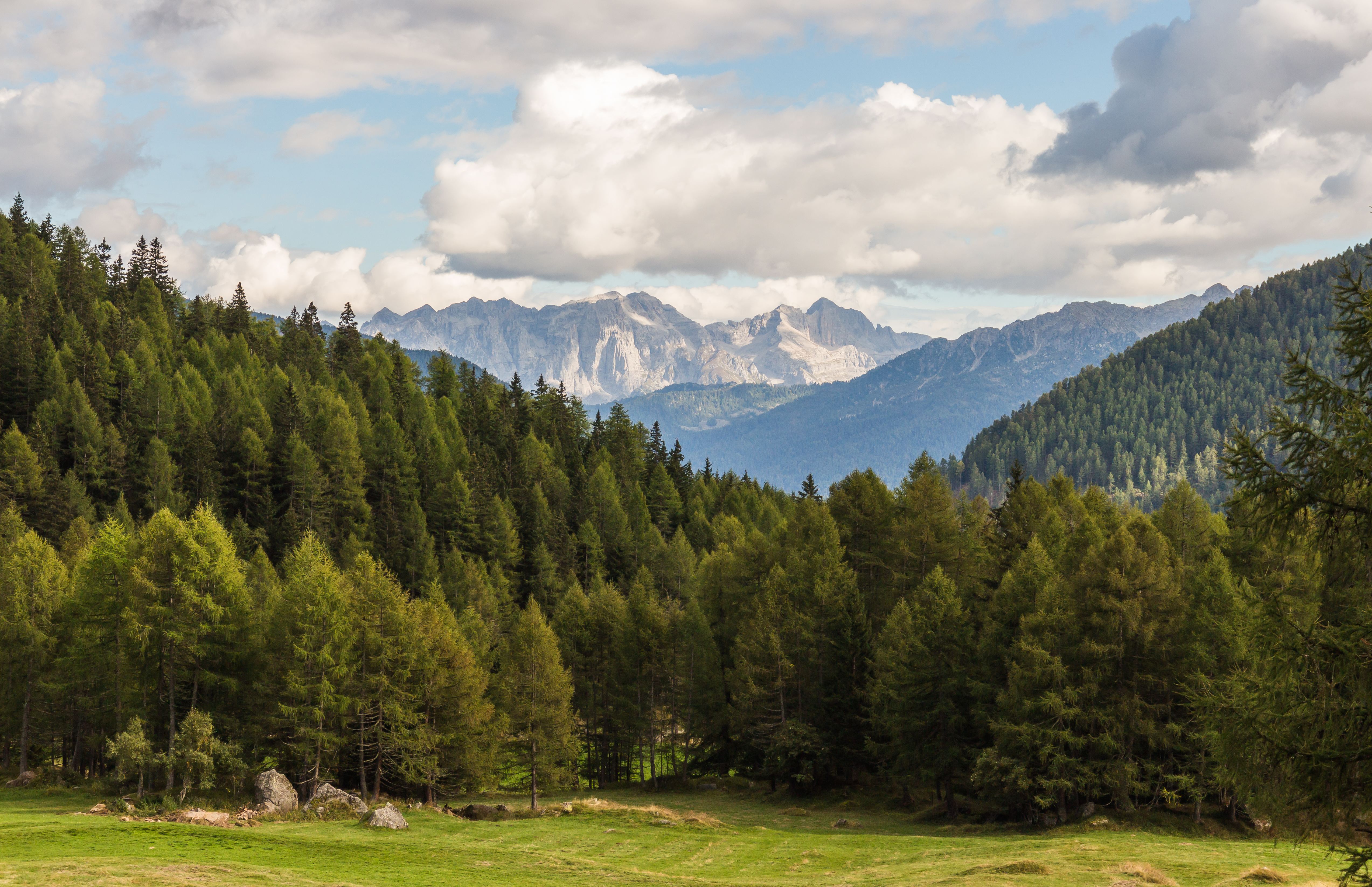
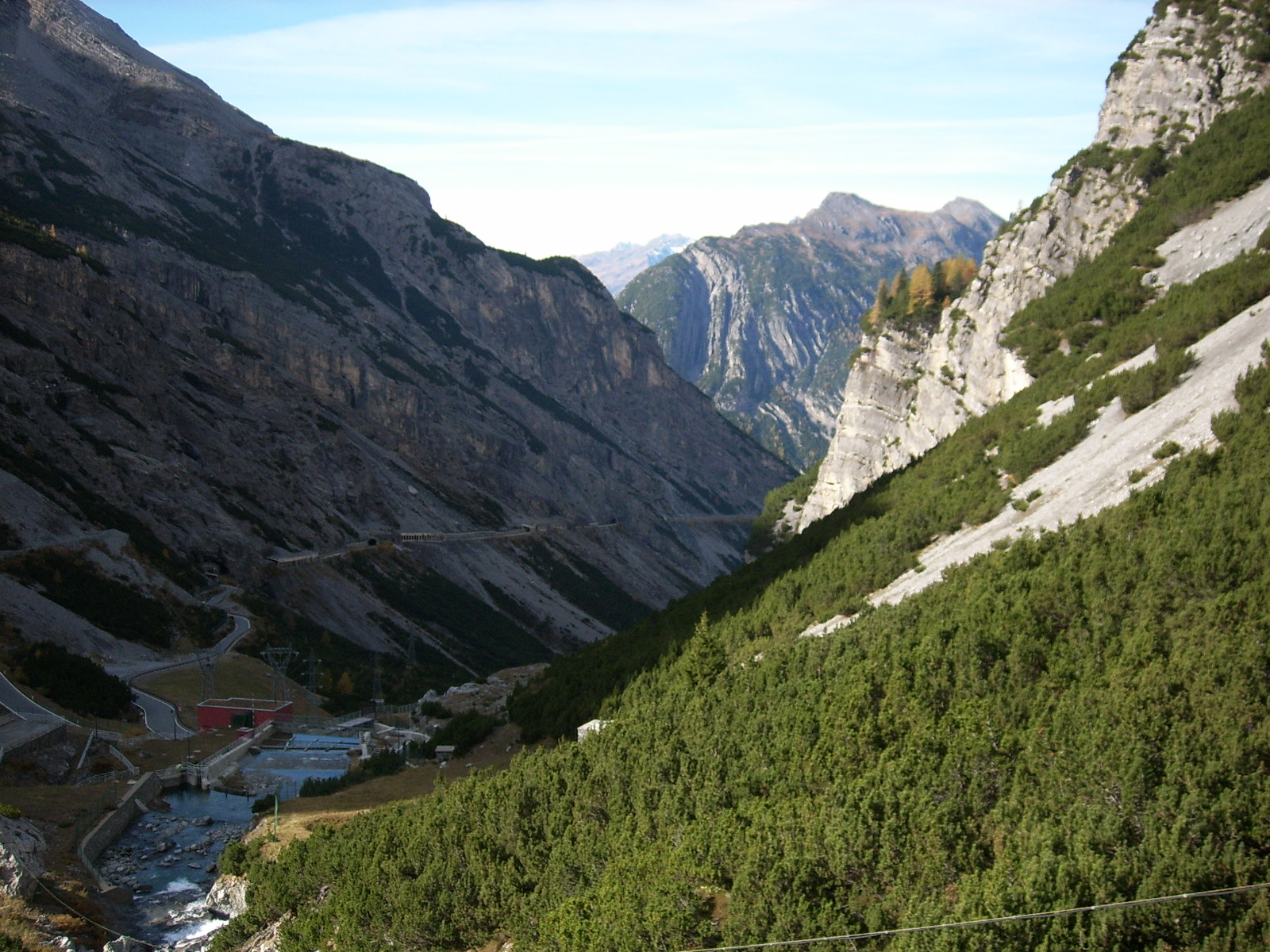
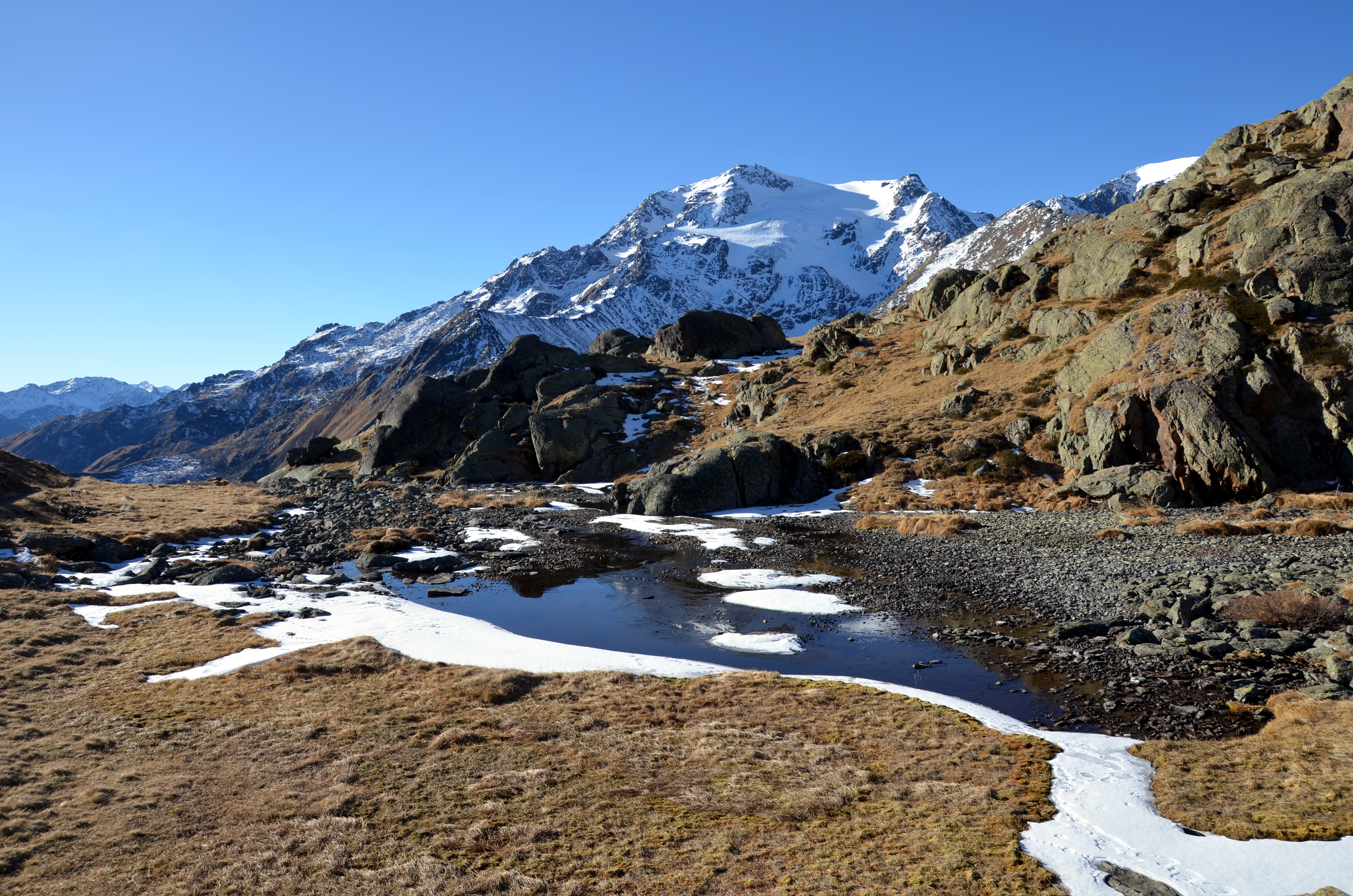
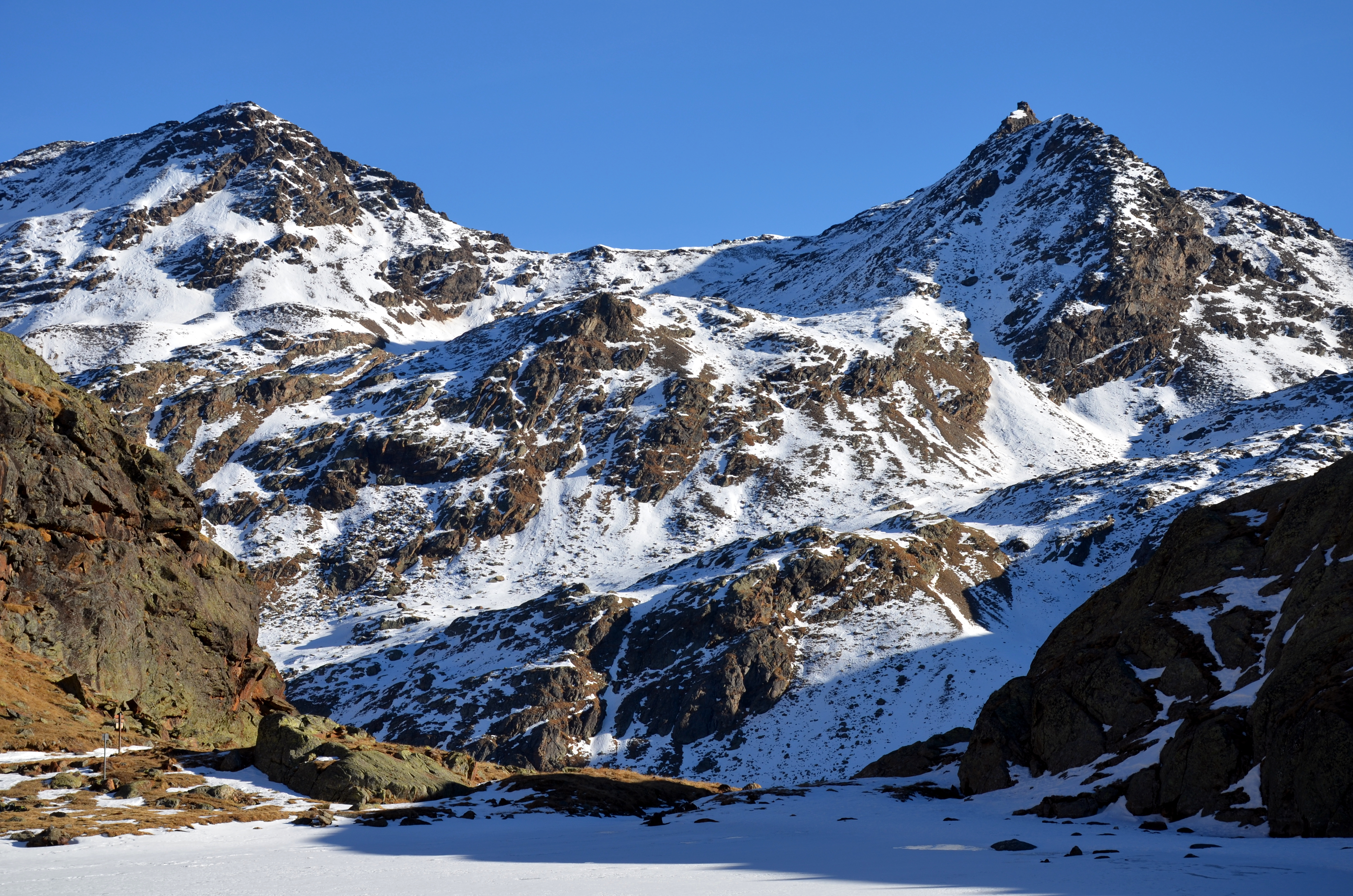
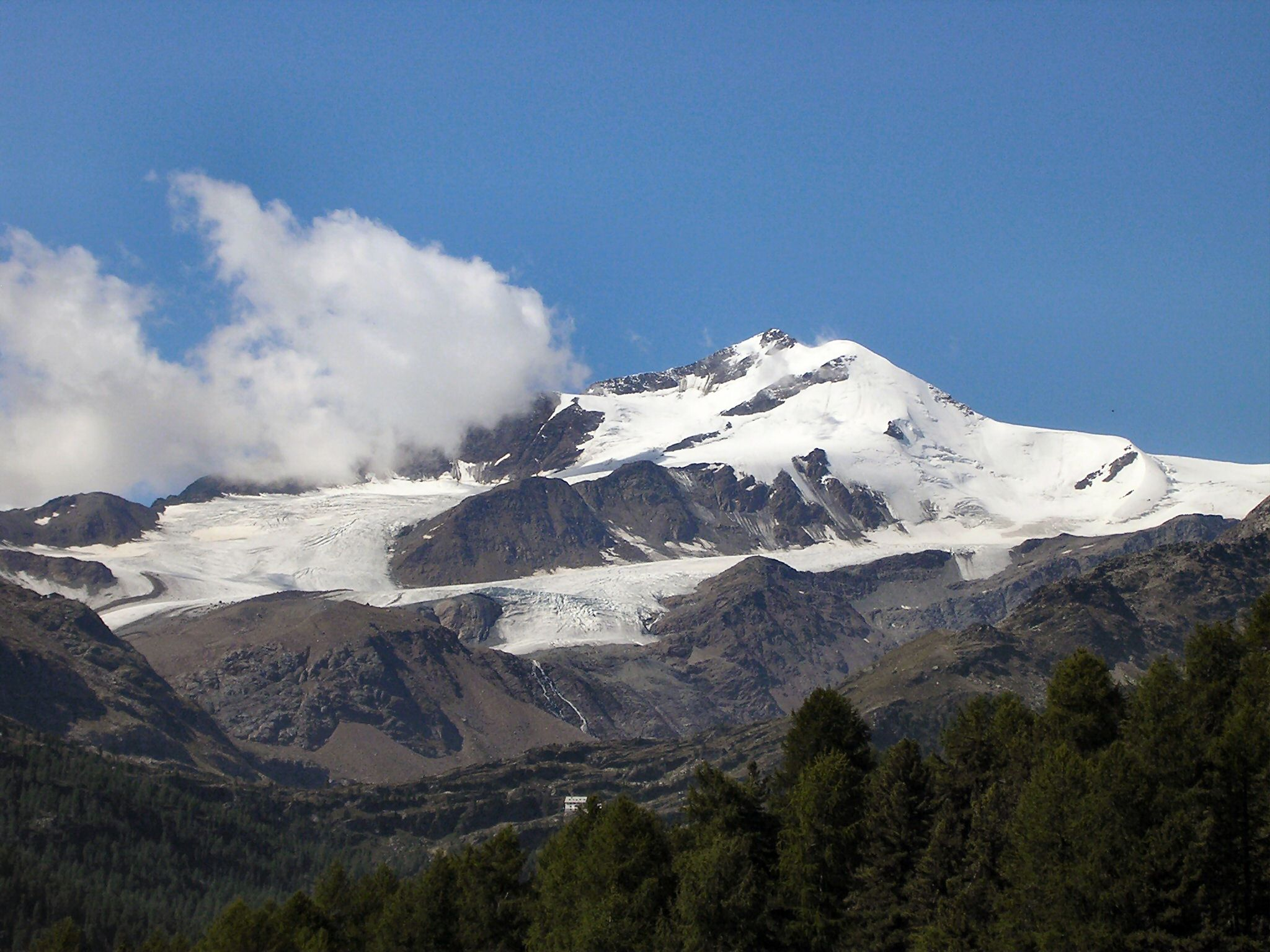
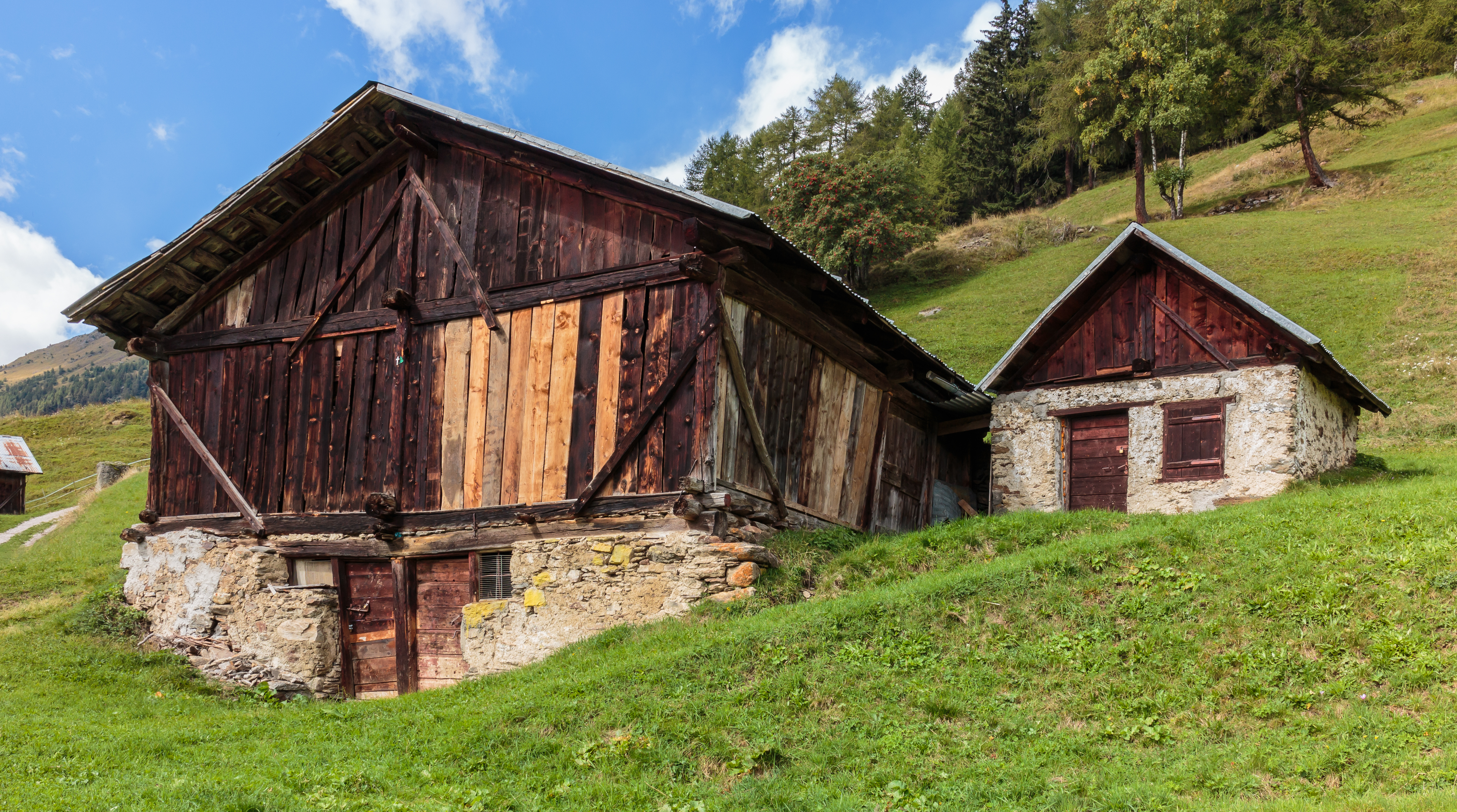
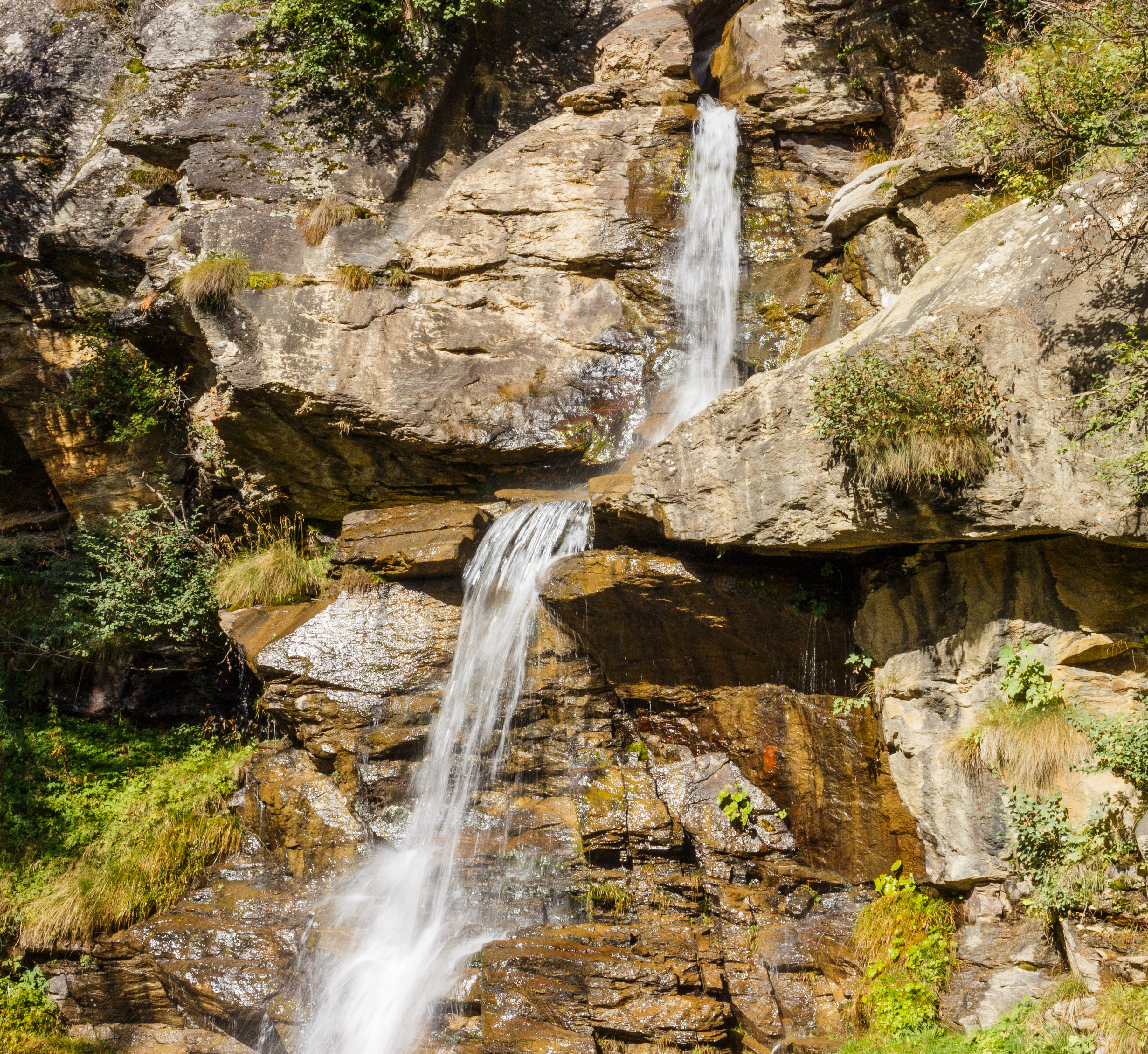
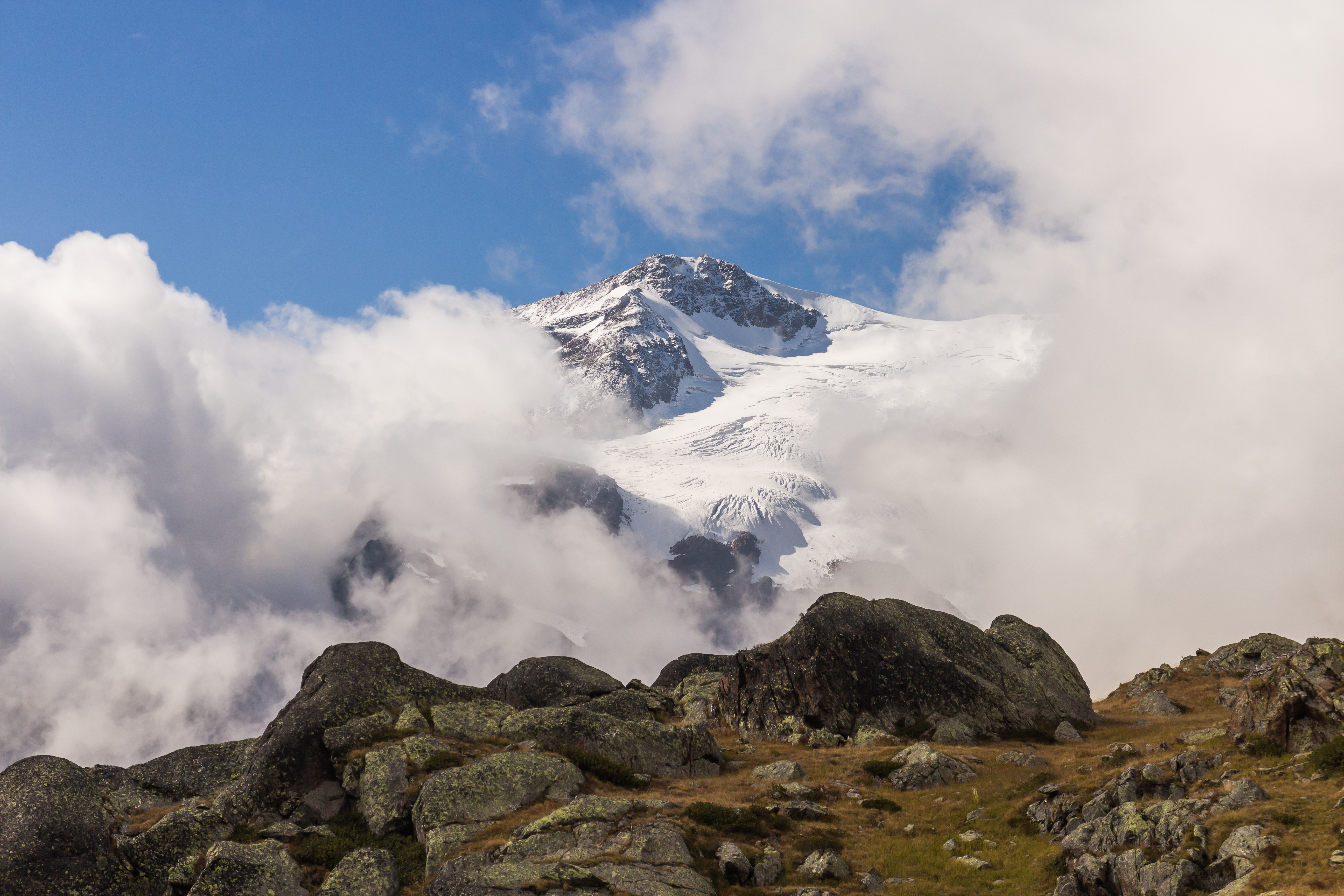
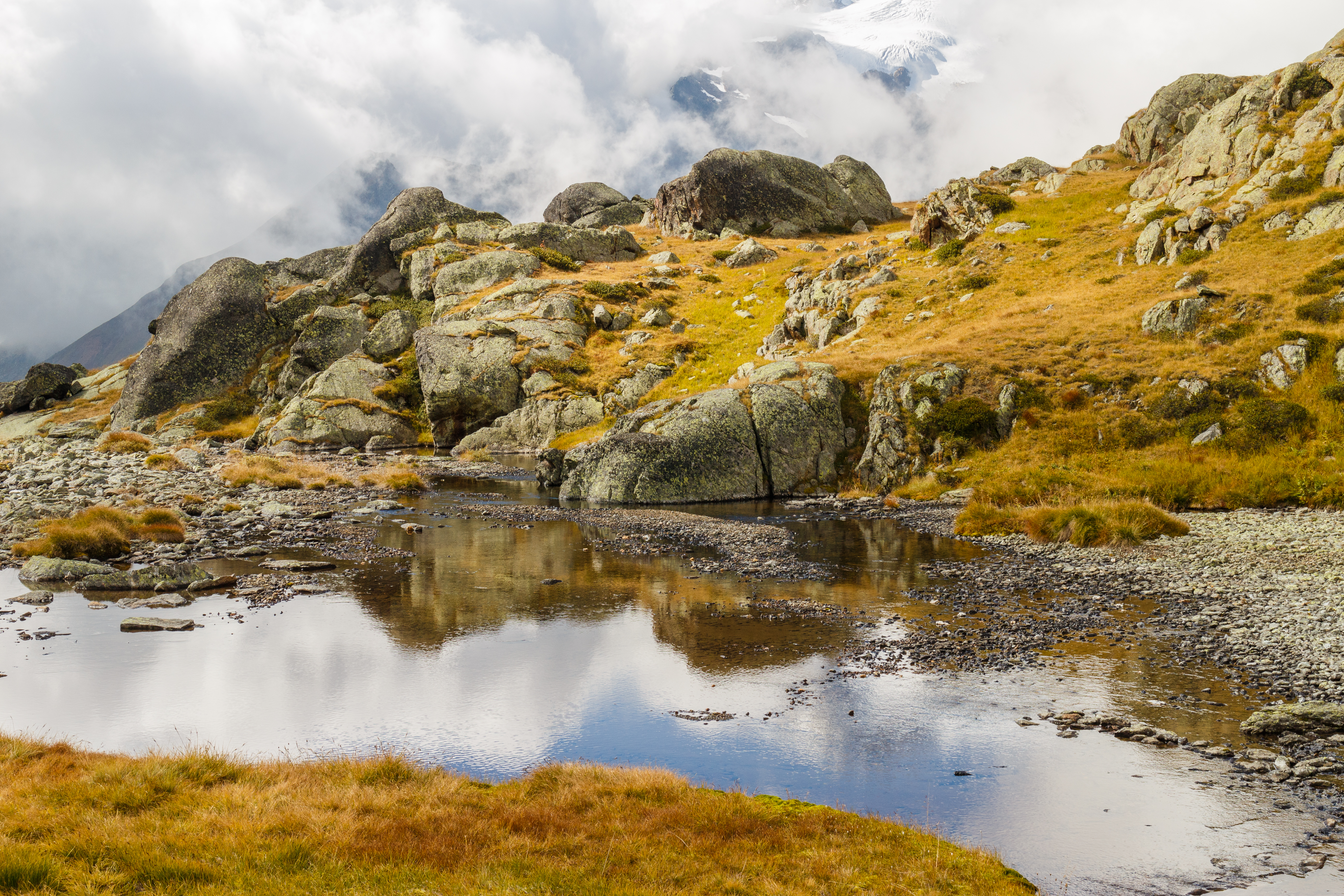
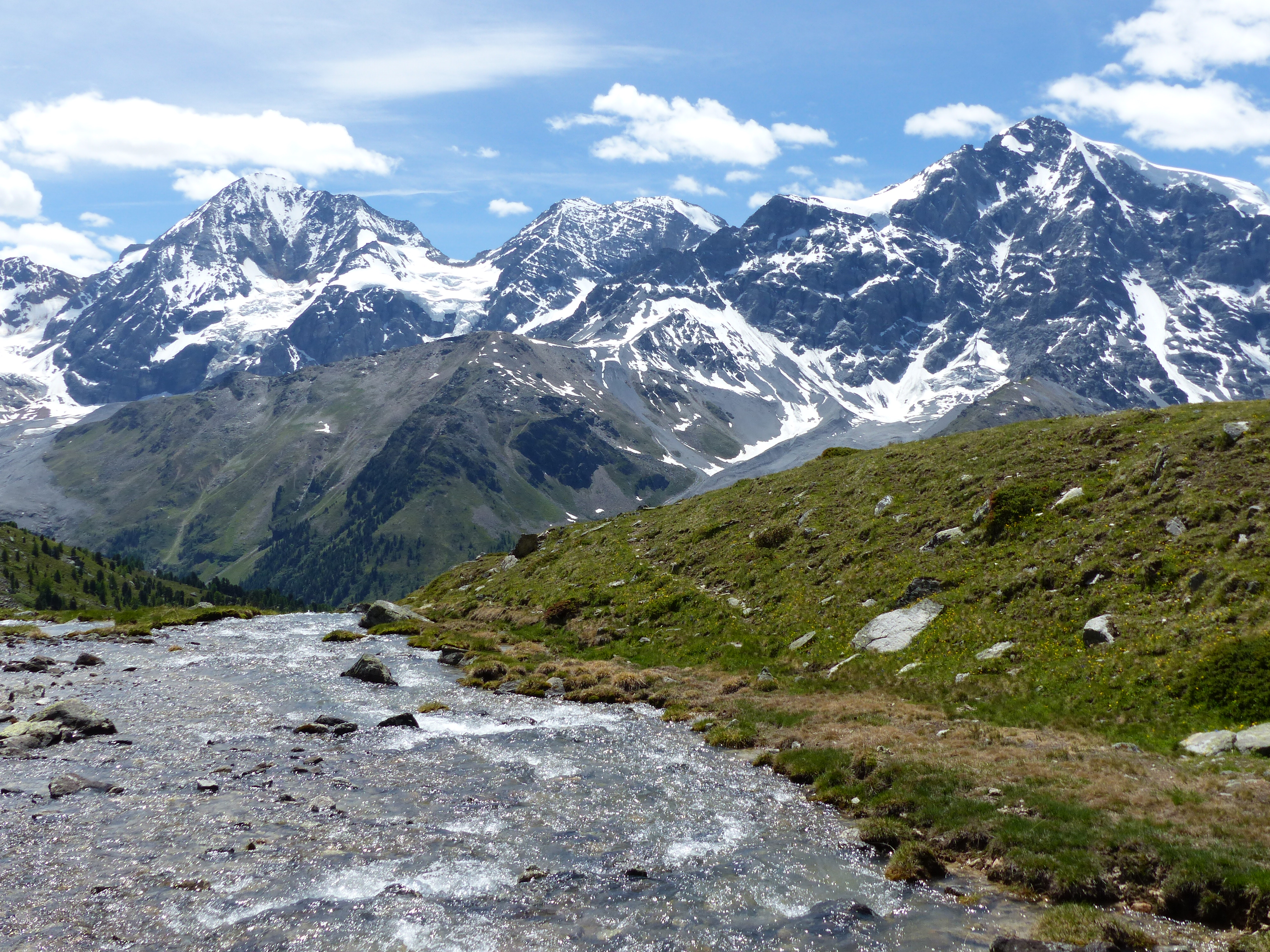

### Secteurlombard
- Torre Alberti à Bormio
- Valdidentro
- Ponte di Legno

### Secteursud-tyrolien
- Prato allo Stelvio
- Martello
- Stelvio
- Ultimo

### Secteurtrentin
- Rabbi
- Peio